# Юхно Зенкович
Юхно́ Зе́нкович Кирдійович (? — після 1484) — руський (український) боярин з роду Кирдійовичів, гербу Кирдій. Зем'янин у Луцькому повіті Волинської землі Великого князівства Литовського. Протопласт гілки роду Кирдійовичів — Вільгорських. Родове гніздо — Вільгір.

## Відомості
Юхно́ Зе́нкович — син Зенка Кирдійовича є ймовірним праонуком засновника багатьох гілок Кирдійовичів — Кирдія. Листом короля Казимира IV Ягеллончика від 1484 року він отримав у посаг від Івашка Бабинського частину села Вільгір (Вельгор) у Луцькому повіті. Дружина Євдокія (Овдотя) Андріївна Мокосій — донька Андрія Мокосія Денисковича та N Івашківни Бабинської. Іншою частиною села Вільгір на 1484 рік володів стрий Євдокії — Сенько Мокосій Денискович. Мокосії Дениски — волинські бояри гербу "Вукри". Діти Юхна Зенковича та Євдокії Мокосій — Андрій та Федір почали йменуватися Вільгорськими.
"Юхно Зенкович з Волині" згадується у пом'янику Києво-Печерського монастиря, поряд з ним Євдокія та Лука.

## Відомі нащадки Юхна Зенковича
- Вільгорський Матвій Юрійович — відомий віолончеліст
- Вільгорський Михайло Юрійович — музичний діяч, композитор, меценат. Допомагав у викупі з кріпацтва Тараса Шевченка.
- Вільгорський Олександр — піаніст, композитор, музикознавець.